# 上毛野宿奈麻呂
上毛野 宿奈麻呂（かみつけの の すくなまろ）は、奈良時代の官人。姓は朝臣。位階は外従五位下。

## 経歴
聖武朝の神亀5年（728年）外位の対象外であった中央官人に対しても外五位の叙位が行われた際、宿奈麻呂は従六位下から四階昇進して外従五位下に叙せられる。翌神亀6年（729年）の長屋王の変に連坐し、長屋王と意志を通じていた7人のうちの一人とされ、ほかの6人とともに流罪に処せられている。
13年後の天平14年（742年）本位（外従五位下）に復した。

## 考証
長屋王の名前は『懐風藻』にも現れており、文化人との交流が多いことでも知られているが、宿奈麻呂とはどのような関係にあったのか、明確ではない。ただ神亀年間の叙位記事に現れる外従五位下の16人のメンバーは、藤原氏の与党が殆どで、長屋王の包囲網の形成に関与していたと思われる。しかし、十分な役割を果たすことが出来ずに消えていったものもおり、宿奈麻呂はその中の一人であった可能性がある。
宿奈麻呂が復位できた直接の理由については触れられていないが、天平9年（738年）の藤原四兄弟と関係者の多数の死去による政権上層部の人材不足、次期政権の首班が橘諸兄に交替したこと、藤原広嗣の乱で藤原氏の発言力が低下したことが考えられる。以後、同様の事例が多数発生するが、官僚制度の漸進的整備により、氏姓制度的な曖昧なものではなく、法制的・機械的な対応が可能になったことも想定される。
この事件の名誉回復の後、宿奈麻呂が位階を上昇させた、あるいは復位に見合う任官の記事が存在しておらず、中央の朝臣姓の上毛野氏の動静が史料上に全く現れていない。。代わって、天平勝宝2年（750年） 3月の田辺難波などの上毛野君姓への改賜姓、天平勝宝5年（750年）と天平神護3年（767年）における上野国に関係するの他の氏族への上毛野復姓氏や、同天平神護3年と神護景雲3年（769年）には、吉弥侯部氏の上毛野復姓氏への改姓などが行われ、上毛野氏の範囲が拡大されている。これらのことは養老4年（720年）の陸奥按察使上毛野広人殺害事件とともに、長屋王の変による本来の上毛野氏の没落が顕著になってきていることを指し示している。

## 官歴
『続日本紀』による。
- 時期不詳：従六位上
- 神亀5年（728年） 5月21日：外従五位下
- 神亀6年（729年） 2月17日：位階剥奪・流罪
- 天平14年（742年） 6月4日：復位（外従五位下）